# Стаффорд, Эдмунд, 1-й барон Стаффорд
Эдмунд де Стаффорд (англ. Edmund de Stafford; 15 июля 1273 — 12 августа 1308) — 1-й барон Стаффорд (с 1299 года), сын Николаса Стаффорда и Элеанор де Клинтон.

## Биография
Эдмунд родился 15 июля 1273 года в Клифтоне. Он происходил из англо-нормандского рода Стаффордов. Его отец участвовал в завоевании Уэльса Эдуардом I и погиб в 1287 году во время осады замка Дрислуин. После этого Эдмунд, как старший сын, унаследовал отцовские поместья в Стаффорде, включая Стаффордский замок.
Став совершеннолетним, Эдмунд участвовал в войне в Шотландии, которую вёл Эдуард I. 6 февраля 1299 года Эдмунд был вызван в английский парламент как барон Стаффорд.
Эдмунд умер 12 августа 1308 года в Стаффорде и был похоронен там же в францисканской церкви. Наследовал ему старший сын Ральф.

## Брак и дети
Жена: ранее 1298 Маргарет Бассет (ум. 17 марта 1337), дочь Ральфа Бассета, 1-го барона Бассета из Дрейтона, и Авизы. Дети:
- Ральф (24 сентября 1301 — 31 августа 1372), 2-й барон Стаффорд с 1308, 1-й граф Стаффорд с 1351
- Ричард (1302—1380), сенешаль Гаскони
- Маргарет
- Уильям
- Хамфри
- Джейкоб
- Катрин
- Элизабет

После смерти мужа Маргарет Бассет вышла вторично замуж — за Томаса де Пайпа.